# Leichtathletik-Halleneuropameisterschaften 2019/Teilnehmer (Rumänien)
| Gelbes Symbol für Goldmedaillen mit stilisierten Olympischen Ringen | Graues Symbol für Silbermedaillen mit stilisierten Olympischen Ringen | Braundes Symbol für Bronzemedaillen mit stilisierten Olympischen Ringen |
| ------------------------------------------------------------------- | --------------------------------------------------------------------- | ----------------------------------------------------------------------- |
| —                                                                   | —                                                                     | —                                                                       |

Aus Rumänien starteten sieben Athletinnen und fünf Athleten bei den Leichtathletik-Halleneuropameisterschaften 2019 in Glasgow.
Der rumänische Leichtathletikverband Federația Română de Atletism (FRA) gab am 21. Februar 2019 die Namen der 12 nominierten Sportlerinnen und Sportler bekannt. Ursprünglich sollte die Dreispringerin Elena Panțuroiu, die die EM-Norm ebenfalls erfüllt hatte, auch auf der Liste stehen, aber eine Verletzung verhinderte ihre Teilnahme.
Claudia Bobocea hatte auch für 3000 Meter gemeldet, ging aber nur über die 1500-Meter-Distanz an den Start.

## Ergebnisse

### Frauen

#### Laufdisziplinen
| Athletin             | Disziplin | Vorlauf     | Vorlauf | Halbfinale         | Halbfinale         | Finale             | Finale             |
| Athletin             | Disziplin | Zeit        | Platz   | Zeit               | Platz              | Zeit               | Platz              |
| -------------------- | --------- | ----------- | ------- | ------------------ | ------------------ | ------------------ | ------------------ |
| Marina Andreea Baboi | 60 m      | 7,44 s      | 30      | nicht qualifiziert | nicht qualifiziert | nicht qualifiziert | nicht qualifiziert |
| Andrea Miklós        | 400 m     | 53,87 s SB  | 31      | nicht qualifiziert | nicht qualifiziert | nicht qualifiziert | nicht qualifiziert |
| Bianca Răzor         | 800 m     | 2:05,55 min | 15      | 2:03,65 min PB     | 9                  | nicht qualifiziert | nicht qualifiziert |
| Claudia Bobocea      | 1500 m    | 4:09,67 min | 7       | –––                | –––                | 4:13,40 min        | 7                  |

#### Sprung/Wurf
| Athletin         | Disziplin  | Qualifikation | Qualifikation | Finale     | Finale |
| Athletin         | Disziplin  | Höhe/Weite    | Platz         | Höhe/Weite | Platz  |
| ---------------- | ---------- | ------------- | ------------- | ---------- | ------ |
| Daniela Stanciu  | Hochsprung | 1,89 m        | 7             | 1,87 m     | 11     |
| Florentina Iușco | Weitsprung | 6,52 m SB     | 7             | 6,49 m     | 8      |
| Alina Rotaru     | Weitsprung | 6,66 m        | 6             | 6,64 m     | 5      |

### Männer

#### Laufdisziplinen
| Athlet             | Disziplin | Vorlauf     | Vorlauf | Halbfinale         | Halbfinale         | Finale             | Finale             |
| Athlet             | Disziplin | Zeit        | Platz   | Zeit               | Platz              | Zeit               | Platz              |
| ------------------ | --------- | ----------- | ------- | ------------------ | ------------------ | ------------------ | ------------------ |
| Ionuț Neagoe       | 60 m      | 6,88 s      | 35      | nicht qualifiziert | nicht qualifiziert | nicht qualifiziert | nicht qualifiziert |
| Petre Rezmiveş     | 60 m      | 6,77 s      | 20      | 6,81 s             | 21                 | nicht qualifiziert | nicht qualifiziert |
| Alexandru Terpezan | 60 m      | 6,92 s      | 38      | nicht qualifiziert | nicht qualifiziert | nicht qualifiziert | nicht qualifiziert |
| Dorin Rusu         | 1500 m    | 3:57,52 min | 25      | –––                | –––                | nicht qualifiziert | nicht qualifiziert |

#### Sprung/Wurf
| Athlet     | Disziplin   | Qualifikation | Qualifikation | Finale             | Finale             |
| Athlet     | Disziplin   | Weite         | Platz         | Weite              | Platz              |
| ---------- | ----------- | ------------- | ------------- | ------------------ | ------------------ |
| Andrei Gag | Kugelstoßen | 19,70 m       | 16            | nicht qualifiziert | nicht qualifiziert |